# Luisiana (Filipinas)
Luisiana es un municipio filipino de cuarta clase, perteneciente a la provincia de La Laguna, en la región de Calabarzon.

## Toponimia
El lugar puede aparecer referido como «Luisiana» y «Luiciana».

## Historia
Hacia mediados del siglo XIX, el lugar pertenecía al pueblo de Majayjay. Aparece descrito en el segundo volumen del Diccionario geográfico, estadístico, histórico de las Islas Filipinas (1851) de Manuel Buzeta Núñez y Felipe Bravo con las siguientes palabras:

LUICIANA: visita ó anejo del pueblo de Majayjay, en la isla de Luzon, prov. de la Laguna, dióc. de Manila; sit. no muy lejos de su matriz, orilla de un r., en terreno llano y con buena ventilacion. Su pobl. y trib. lo damos con la matriz. (v.)
(Buzeta y Bravo, 1851, p. 173)

En 2020, tenía censados 20 859 habitantes.